# Susanne Neumann
Susanne 'Susi' Neumann (født 29. maj 1959 i Gelsenkirchen, død 13. januar 2019) var en tysk fagforeningformand, rengøringsassistent og forfatter. Hun fik offentlig anerkendelse efter en optræden i det tyske talkshow 'Anne Will'. 
Hun var kendt for sin skarpe og klare kritik af udhulingen af den tyske velfærdsstat og fremkomsten af en stor gruppe af arbejdende fattige. Samt sin debat med SPD's formand Sigmar Gabriel om nedbrydningen af den tyske middelklasse.
Susanne Neumann skrev en bog om sine bekymringer og erfaringer, der blev udgivet i 2016, hvilket sammen med den efterfølgende medieopmærksomhed gjorde hende landskendt i Tyskland. En kræftsygdom Neumann hende til at indskrænke sit offentlige engagement og førte til hendes tidlige død i 2019, knap 60 år gammel.